# Thamnodynastes lanei
Thamnodynastes lanei är en ormart som beskrevs av Bailey, Thomas och Da Silva 2005. Thamnodynastes lanei ingår i släktet Thamnodynastes och familjen snokar. Inga underarter finns listade i Catalogue of Life.
Arten förekommer i Brasilien i delstaten Mato Grosso do Sul, i Paraguay, i norra och östra Bolivia och kanske i norra Argentina. Honor lägger inga ägg utan föder levande ungar.